# Sune i Grekland (film)
Sune i Grekland, undertitel: all inclusive, är en svensk familjefilm som hade biopremiär i Sverige den 25 december 2012, ursprungligen planerad till 2011 under arbetsnamnet Sune på Cypern. Filmen bygger på handlingen i boken Sune i Grekland och blev därmed den tredje långfilmen med Sune och hans familj. Filmen spelades in på Rhodos Sunwing Resort Kallithea och i Stockholm.
Filmen har sedan premiären haft över en halv miljon biobesökare.

## Handling
Sune har förlorat sin tjejtjusarkraft och kan inte ens imponera på tjejerna i simskolan genom att låtsas att han har brutit benet, något som däremot hindrar honom från att lära sig simma. Samtidigt får Sunes pappa Rudolf ett erbjudande om att åka till Grekland på konferens genom sitt arbete som skatteinspektör. Efter lite vånda beslutar han sig för att åka och ta med sig familjen på flygresa till Grekland, istället för att som planerat åka på husvagnssemester till Myggträsk.
Medan familjen jublar över resan får Rudolf emellertid ett samtal från sin chef, som bestämt sig för att åka på konferensen själv istället. Rudolf blir därför tvungen att betala hela resan själv, för att inte göra sin familj besviken, och tillbringar resten av semestern med att räkna ut hur mycket familjen "sparar" genom att utnyttja allt som ingår i resan, som är All inclusive.

## Rollista (i urval)
| William Ringström         | – Sune Andersson     |
| Morgan Alling             | – Sunes pappa Rudolf |
| Anja Lundqvist            | – Sunes mamma Karin  |
| Julius Jimenez Hugoson    | – Håkan Bråkan       |
| Hanna Elffors Elfström    | – Anna               |
| Julia Dufvenius           | – Sabina             |
| Erik Johansson            | – Pontus             |
| Feline Andersson          | – Hedda              |
| Kajsa Halldén             | – Sophie             |
| Madeleine Barwén Trollvik | – Idol-Lisa          |
| Manos Gavras              | – Hotellchef         |

## Produktion
Inspelningen påbörjades i slutet av maj 2012 i Kallithea på Rhodos. Sverigescenerna spelades in i Västerås.

## Mottagande
Filmen fick ett dåligt mottagande av kritiker och fick mest tvåor och landade på ett snittbetyg på 2,4 på kritiker.se.
Sune i Grekland sågs av 265 988 biobesökare i Sverige 2012 och blev därmed den sjätte mest sedda filmen det året och 389 858 biobesökare i Sverige 2013 och blev därmed den tredje mest sedda svenska filmen i Sverige det året. Totalt sågs filmen av 588 297 svenska biobesökare.

## Hemvideo
Filmen släpptes 2013 på DVD och Blu-ray.

### Fotnoter
1. ↑  ”Sune i Grekland”. Svensk filmdatabas. 25 december 2012. http://www.sfi.se/sv/svensk-filmdatabas/Item/?itemid=71066&type=MOVIE&iv=Basic. Läst 17 september 2016.
2. ↑  Marie Eremo (13 april 2011). ”Sune åker till Cypern”. Örebroar'n. http://www.e-magin.se/v5/viewer/files/viewer_s.aspx?gKey=mgcj20zq&gInitPage=22. Läst 23 januari 2012.
3. ↑  Meny 3 november 2011 - Anders Jacobsson
4. ↑  Sydsvenskan 11 mars 2010 - Ny film om Sune Arkiverad 25 oktober 2011 hämtat från the Wayback Machine.
5. ↑  www.Sfi.se Arkiverad 16 augusti 2013 hämtat från the Wayback Machine.
6. ↑  Christian (25 maj 2012). ”Ny Sunefilm spelas in på Vinghotell i Grekland”. Travel Report. Arkiverad från originalet den 14 juni 2017. https://web.archive.org/web/20170614023549/http://www.travelreport.se/2012/05/25/ny-sune-film-spelas-in-pa-vinghotell-i-grekland/. Läst 18 september 2017.
7. ↑  ”Sune i Grekland”. Svensk filmdatabas. http://sfi.se/sv/svensk-filmdatabas/Item/?itemid=71066&type=MOVIE&iv=RecordingPlace. Läst 18 september 2017.
8. ↑  ”Sune I Grekland - All Inclusive (2012)”. https://kritiker.se/film/sune-i-grekland-all-inclusive/. Läst 20 juli 2022.
9. ↑  ”Filmåret i siffror 2012”. Svenska filminstitutet. 23 juni 2012. https://www.filminstitutet.se/globalassets/2.-fa-kunskap-om-film/analys-och-statistik/publications/facts-and-figures/filmaret-i-siffror-2012.pdf. Läst 21 juli 2022.
10. 1 2  ”Filmåret i siffror 2013”. Svenska filminstitutet. 23 juni 2013. https://www.filminstitutet.se/globalassets/2.-fa-kunskap-om-film/analys-och-statistik/filmaret-i-siffror/filmaret-i-siffror-2013.pdf. Läst 12 juli 2022.
11. ↑  ”Sune i Grekland : all inclusive / regi Hannes Holm”. Svensk mediedatabas. 23 juni 2013. http://smdb.kb.se/catalog/id/002950918. Läst 5 juli 2015.